# 劉金源
劉金源（Jin-Yuan Liu），1978取得臺灣省立海洋學院（現改制國立臺灣海洋大學）海洋學學士(B.S., Oceanography)，1982取得美國伊利諾大學芝加哥分校能源工程碩士 (M.S., Energy Engineering)，1983取得美國伊利諾大學芝加哥分校數學碩士 (M.S., Mathematics)，1985年取得美國伊利諾大學芝加哥分校機械工程博士（Ph.D.），1993年取得麻省理工學院工程海洋學科學博士（Sc.D.），曾任中華民國國立中山大學海下科技研究所所長、國立臺東大學校長，目前為淡江大學電機工程學系講座教授，經濟部船舶暨海洋產業研發中心董事長。專長於水中聲學、聲納系統、熱流科學、應用數學、通識教育。